# Алльмендінген-бай-Берн
Алльмендінген-бай-Берн (нім. Allmendingen bei Bern) — громада в Швейцарії в кантоні Берн, адміністративний округ Берн-Міттельланд.

## Географія
Громада розташована на відстані близько 7 км на південний схід від Берна.
Алльмендінген-бай-Берн має площу 3,8 км², з яких на 9,8 % дозволяється будівництво (житлове та будівництво доріг), 65,3 % використовуються в сільськогосподарських цілях, 21,5 % зайнято лісами, 3,4 % не є продуктивними (річки, льодовики або гори).

## Демографія
2019 року в громаді мешкало 591 особа (+14,8 % порівняно з 2010 роком), іноземців було 7,6 %. Густота населення становила 155 осіб/км².
За віковим діапазоном населення розподілялося таким чином: 18,4 % — особи молодші 20 років, 52,6 % — особи у віці 20—64 років, 28,9 % — особи у віці 65 років та старші. Було 249 помешкань (у середньому 2,3 особи в помешканні).
Із загальної кількості 215 працюючих 42 було зайнятих в первинному секторі, 19 — в обробній промисловості, 154 — в галузі послуг.